# Giải đua ô tô Công thức 1 Trung Quốc 2025
Giải đua ô tô Công thức 1 Trung Quốc 2025 (tên chính thức là Formula 1 Heineken Chinese Grand Prix 2025) là một chặng đua Công thức 1 được tổ chức vào ngày 23 tháng 3 năm 2025 tại Trường đua Quốc tế Thượng Hải ở Thượng Hải, Trung Quốc. Chặng đua này là chặng đua thứ hai của Giải đua xe Công thức 1 2025 và cũng là chặng đua đầu tiên trong số sáu chặng đua trong mùa giải áp dụng thể thức chặng đua nước rút.
Lewis Hamilton (Ferrari) đã giành được vị trí pole trong chặng đua nước rút và giữ vững vị trí dẫn đầu để giành chiến thắng trong chặng đua nước rút trước Oscar Piastri (McLaren) và Max Verstappen (Red Bull Racing). Piastri đã giành được vị trí pole đầu tiên trong sự nghiệp của mình cho cuộc đua chính trước George Russell (Mercedes) và đồng đội tại McLaren là Lando Norris và đã giành chiến thắng từ vị trí xuất phát đầu tiên trước đồng đội Norris và Russell.

## Bối cảnh
Giải đua ô tô Công thức 1 Trung Quốc 2025 được tổ chức tại Trường đua quốc tế Thượng Hải ở Thượng Hải vào cuối tuần từ ngày 21 đến 23 tháng 3 năm 2025. Đây là lần thứ 18 Giải đua ô tô Công thức 1 Trung Quốc được tổ chức trong lịch sử của giải đua. Giải đua ô tô Công thức 1 Trung Quốc là chặng đua thứ hai của Giải đua xe Công thức 1 năm 2025. Đây cũng sẽ là chặng đua đầu tiên trong số sáu chặng đua trong mùa giải sử dụng thể thức chặng đua nước rút và là lần thứ hai Giải đua ô tô Công thức 1 Trung Quốc thực hiện thể thức này.
Trước sự kiện, các đội đua và nhà cung cấp lốp xe Pirelli đã phải đối mặt với những vấn đề hậu cần liên quan đến việc vận chuyển thiết bị từ Melbourne, địa điểm tổ chức chặng đua trước đó, đến Thượng Hải, do FIA đưa ra. Do đó, FIA đã ban hành lệnh miễn trừ đặc biệt để giảm thời gian giới nghiêm ban đêm vào thứ Tư trước sự kiện này chỉ từ 11,5 giờ xuống còn sáu giờ để giảm thiểu tác động của những vấn đề này đối với sự kiện.

### Bảng xếp hạng vô địch trước chặng đua
Lando Norris dẫn đầu bảng xếp hạng các tay đua với 25 điểm, trước Max Verstappen (18 điểm) ở vị trí thứ hai với khoảng cách 7 điểm và hơn George Russell (15 điểm) ở vị trí thứ ba với khoảng cách 10 điểm. McLaren và Mercedes, cả hai đều có 27 điểm, bước vào chặng đua này với tư cách là hai đội dẫn đầu bảng xếp hạng các đội đua trước Red Bull Racing, đội đứng thứ ba với 18 điểm.

### Danh sách các tay đua và đội đua
Danh sách các tay đua và đội đua cho chặng đua này không có thay đổi nào so với danh sách các tay đua và đội đua tham gia mùa giải.

### Lựa chọn hợp chất lốp
Nhà cung cấp lốp xe Pirelli mang đến các hợp chất lốp C2, C3 và C4, lần lượt được tiêu chuẩn hóa là cứng (hard), trung bình (medium) và mềm (soft) để các đội sử dụng trong suốt sự kiện này.

### Thay đổi trên đường đua
Khu vực DRS dẫn đến khúc cua thứ 14 được kéo dài thêm 75 m.

## Tường thuật

### Buổi đua thử
Buổi đua thử duy nhất được tổ chức tại Giải đua ô tô Công thức 1 Trung Quốc 2025 vào ngày 21 tháng 3 năm 2025 lúc 11:30 giờ địa phương (UTC+8). Lando Norris (McLaren) đứng đầu buổi đua thử này trước Charles Leclerc (Ferrari) và đồng đội McLaren là Oscar Piastri. Buổi đua thử này bị gián đoạn sau khi chiếc xe Alpine A525 của Jack Doohan (Alpine) mất trợ lực lái, khiến Doohan bị kẹt trên đường đua.

### Vòng phân hạng chặng đua nước rút
Vòng phân hạng chặng đua nước rút được tổ chức vào ngày 21 tháng 3 năm 2025 lúc 15:30 giờ địa phương (UTC+8), bao gồm ba phần với thời gian là 45 phút và xác định vị trí xuất phát cho chặng đua nước rút. Các tay đua có 12 phút ở phần đầu tiên (SQ1) để tiếp tục tham gia phần thứ hai (SQ2) của vòng phân hạng. Tất cả các tay đua đạt được thời gian trong phần đầu tiên với thời gian tối đa 107% thời gian nhanh nhất được phép tham gia chặng đua nước rút. 15 tay đua dẫn đầu phần này lọt vào phần tiếp theo. Sau khi SQ1 kết thúc, Lewis Hamilton (Ferrari) đứng đầu với thời gian nhanh nhất là 1:31,212 phút trong khi cả hai tay đua Alpine, Esteban Ocon (Haas), Nico Hülkenberg (Sauber), Liam Lawson (Red Bull Racing) bị loại.
Phần thứ hai (SQ2) kéo dài 10 phút và mười tay đua nhanh nhất của phần này đi tiếp vào phần thứ ba (SQ3) và cuối cùng của vòng phân hạng. Sau khi Q2 kết thúc, Norris đứng đầu với thời gian nhanh nhất là 1:31,174 phút trong khi Fernando Alonso (Aston Martin), Oliver Bearman (Haas), Carlos Sainz Jr. (Williams), Gabriel Bortoleto (Sauber) và Isack Hadjar (Racing Bulls) bị loại.
Phần thứ ba (SQ3) và cuối cùng kéo dài tám phút, trong đó mười vị trí xuất phát đầu tiên được xác định sẵn cho chặng đua nước rút. Với thời gian nhanh nhất là 1:30,849 phút, Hamilton giành vị trí pole trước Max Verstappen (Red Bull Racing) và Piastri.

### Chặng đua nước rút
Chặng đua nước rút được tổ chức vào ngày 22 tháng 3 năm 2025 vào lúc 11:00 giờ địa phương (UTC+8) với 19 vòng đua. Hamilton xuất phát từ vị trí pole và giữ vị trí dẫn đầu đoàn đua với sự xuất sắc về mặt chiến thuật trong suốt cuộc đua kéo dài 19 vòng. Anh đã sử dụng chiến lược cho phép Max Verstappen áp sát một chút, buộc Verstappen phải lái xe trong luồng không khí hỗn loạn khiến lốp xe của tay đua Red Bull mòn nhanh hơn. Động tác này giúp Hamilton gia tăng khoảng cách dẫn đầu và giành chiến thắng chung cuộc. Hamilton giành chiến thắng chặng đua nước rút trước Piastri và Verstappen. Bên cạnh đó, đây cũng là chiến thắng đầu tiên của Hamilton cho Ferrari tại một chặng đua nước rút thuộc Công thức 1. Những tay đua khác ghi điểm còn lại là George Russell (Mercedes), Leclerc, Tsunoda Yūki (Racing Bulls), Andrea Kimi Antonelli (Mercedes) và Norris.

### Vòng phân hạng
Vòng phân hạng được tổ chức vào ngày 22 tháng 3 năm 2025 lúc 15:00 giờ địa phương (UTC+8), bao gồm ba phần với thời gian là 45 phút và xác định vị trí xuất phát cho cuộc đua chính. Các tay đua có 18 phút ở phần đầu tiên (Q1) để tiếp tục tham gia phần thứ hai (Q2) của vòng phân hạng. Tất cả các tay đua đạt được thời gian trong phần đầu tiên với thời gian tối đa 107% thời gian nhanh nhất được phép tham gia cuộc đua. 15 tay đua dẫn đầu phần này lọt vào phần tiếp theo. Sau khi Q1 kết thúc, Norris đứng đầu với thời gian nhanh nhất là 1:30,983 phút trong khi cả hai tay đua Alpine, Bearman, Bortoleto và Lawson bị loại.
Phần thứ hai (Q2) kéo dài 15 phút và mười tay đua nhanh nhất của phần này đi tiếp vào phần thứ ba (Q3) và cuối cùng của vòng phân hạng. Sau khi Q2 kết thúc, Norris đứng đầu với thời gian nhanh nhất là 1:30,787 phút trong khi Ocon, Hülkenberg, cả hai tay đua Aston Martin và Carlos Sainz Jr. (Williams) bị loại.
Phần thứ ba (Q3) và cuối cùng kéo dài mười hai phút, trong đó mười vị trí xuất phát đầu tiên được xác định sẵn cho cuộc đua. Với thời gian nhanh nhất là 1:30,641 phút, Piastri giành vị trí pole trước Russell đồng đội của mình tại McLaren là Norris. Đây là vị trí pole đầu tiên chính thức của Piastri trong sự nghiệp Công thức 1 của mình.

### Cuộc đua chính
Cuộc đua chính được tổ chức vào ngày 23 tháng 3 năm 2025 vào lúc 15:00 giờ địa phương (UTC+8) với 56 vòng đua. Piastri xuất phát cuộc đua từ vị trí pole và giữ vị trí đó trong suốt cuộc đua. Ở vòng đua thứ 4, Fernando Alonso (Aston Martin) đã phải bỏ cuộc sớm do phanh bị hỏng, chính thức bỏ cuộc lần thứ hai liên tiếp. Trong suốt cuộc đua, các tay đua chú ý đến việc quản lý lốp xe chiến lược, với các đội lựa chọn cách tiếp cận thận trọng do lốp xe mòn nghiêm trọng. Piastri giành chiến thắng chung cuộc tại cuộc đua chính trước Norris và Russell. Mặc dù gặp sự cố phanh vào cuối chặng đua, Norris vẫn giữ vững vị trí của mình để hoàn thành kết quả ấn tượng của đội. Russell của Mercedes đã giành được vị trí bục vinh quang cuối cùng khi về đích thứ ba. Sau cuộc đua, Leclerc và Pierre Gasly đã bị loại khỏi kết quả vì xe của họ quá nhẹ trong khi Hamilton bị loại vì tấm ván xe bị mòn quá mức. Các tay đua còn lại ghi điểm là Verstappen, Ocon, Antonelli, Albon, Bearman, Lance Stroll và Sainz Jr.
Sau Giải đua ô tô Công thức 1 Trung Quốc, Norris duy trì vị trí dẫn đầu trên bảng xếp hạng vô địch với 44 điểm trước Verstappen (36 điểm) và Russell (35 điểm). McLaren duy trì vị trí dẫn đầu trên bảng xếp hạng các đội đua với 78 điểm trước Mercedes (57 điểm) và Red Bull Racing (36 điểm).

## Kết quả

### Vòng phân hạng chặng đua nước rút
| Vị trí                        | Số xe | Tay đua               | Đội đua                      | Q1       | Q2                  | Q3       | Vị trí xuất phát |
| ----------------------------- | ----- | --------------------- | ---------------------------- | -------- | ------------------- | -------- | ---------------- |
| 1                             | 44    | Lewis Hamilton        | Ferrari                      | 1:31,212 | 1:31,384            | 1:30,849 | 1                |
| 2                             | 1     | Max Verstappen        | Red Bull Racing-Honda RBPT   | 1:31,916 | 1:31,521            | 1:30,867 | 2                |
| 3                             | 81    | Oscar Piastri         | McLaren-Mercedes             | 1:31,723 | 1:31,362            | 1:30,929 | 3                |
| 4                             | 16    | Charles Leclerc       | Ferrari                      | 1:31,518 | 1:31,561            | 1:31,057 | 4                |
| 5                             | 63    | George Russell        | Mercedes                     | 1:31,952 | 1:31,346            | 1:31,169 | 5                |
| 6                             | 4     | Lando Norris          | McLaren-Mercedes             | 1:31,396 | 1:31,174            | 1:31,393 | 6                |
| 7                             | 12    | Andrea Kimi Antonelli | Mercedes                     | 1:31,999 | 1:31,475            | 1:31,738 | 7                |
| 8                             | 22    | Tsunoda Yūki          | Racing Bulls-Honda RBPT      | 1:32,316 | 1:31,794            | 1:31,773 | 8                |
| 9                             | 23    | Alexander Albon       | Williams-Mercedes            | 1:32,462 | 1:31,539            | 1:31,852 | 9                |
| 10                            | 18    | Lance Stroll          | Aston Martin Aramco-Mercedes | 1:32,327 | 1:31,742            | 1:31,982 | 10               |
| 11                            | 14    | Fernando Alonso       | Aston Martin Aramco-Mercedes | 1:32,121 | 1:31,815            | –        | 11               |
| 12                            | 87    | Oliver Bearman        | Haas-Ferrari                 | 1:32,269 | 1:31,978            | –        | 12               |
| 13                            | 55    | Carlos Sainz Jr.      | Williams-Mercedes            | 1:32,457 | 1:32,325            | –        | 13               |
| 14                            | 5     | Gabriel Bortoleto     | Kick Sauber-Ferrari          | 1:32,539 | 1:32,564            | –        | 14               |
| 15                            | 6     | Isack Hadjar          | Racing Bulls-Honda RBPT      | 1:32,171 | Không lập thời gian | –        | 15               |
| 16                            | 7     | Jack Doohan           | Alpine-Renault               | 1:32,575 | –                   | –        | 16               |
| 17                            | 10    | Pierre Gasly          | Alpine-Renault               | 1:32,640 | –                   | –        | 17               |
| 18                            | 31    | Esteban Ocon          | Haas-Ferrari                 | 1:32,651 | –                   | –        | 18               |
| 19                            | 27    | Nico Hülkenberg       | Kick Sauber-Ferrari          | 1:32,675 | –                   | –        | Làn pit1         |
| 20                            | 30    | Liam Lawson           | Red Bull Racing-Honda RBPT   | 1:32,729 | –                   | –        | 19               |
| Thời gian 107%: 1:37,596 phút |       |                       |                              |          |                     |          |                  |

Chú thích
- ^1  – Nico Hülkenberg vượt qua vòng phân hạng ở vị trí thứ 19, nhưng được yêu cầu xuất phát chặng đua nước rút từ làn pit vì xe của anh đã được sửa đổi trong điều kiện parc fermé.

### Chặng đua nước rút
| Vị trí | Số xe | Tay đua               | Đội đua                      | Số vòng | Thời gian/ Bỏ cuộc | Vị trí xuất phát | Số điểm |
| ------ | ----- | --------------------- | ---------------------------- | ------- | ------------------ | ---------------- | ------- |
| 1      | 44    | Lewis Hamilton        | Ferrari                      | 19      | 30:39,965          | 1                | 8       |
| 2      | 81    | Oscar Piastri         | McLaren-Mercedes             | 19      | + 6,889            | 3                | 7       |
| 3      | 1     | Max Verstappen        | Red Bull Racing-Honda RBPT   | 19      | + 9,804            | 2                | 6       |
| 4      | 63    | George Russell        | Mercedes                     | 19      | + 11,592           | 5                | 5       |
| 5      | 16    | Charles Leclerc       | Ferrari                      | 19      | + 12,190           | 4                | 4       |
| 6      | 22    | Tsunoda Yūki          | Racing Bulls-Honda RBPT      | 19      | + 22,288           | 8                | 3       |
| 7      | 12    | Andrea Kimi Antonelli | Mercedes                     | 19      | + 23,038           | 7                | 2       |
| 8      | 4     | Lando Norris          | McLaren-Mercedes             | 19      | + 23,471           | 6                | 1       |
| 9      | 18    | Lance Stroll          | Aston Martin Aramco-Mercedes | 19      | + 24,916           | 10               |         |
| 10     | 14    | Fernando Alonso       | Aston Martin Aramco-Mercedes | 19      | + 38,218           | 11               |         |
| 11     | 23    | Alexander Albon       | Williams-Mercedes            | 19      | + 39,292           | 9                |         |
| 12     | 10    | Pierre Gasly          | Alpine-Renault               | 19      | + 39,649           | 17               |         |
| 13     | 6     | Isack Hadjar          | Racing Bulls-Honda RBPT      | 19      | + 42,400           | 15               |         |
| 14     | 30    | Liam Lawson           | Red Bull Racing-Honda RBPT   | 19      | + 44,904           | 19               |         |
| 15     | 87    | Oliver Bearman        | Haas-Ferrari                 | 19      | + 45,649           | 12               |         |
| 16     | 31    | Esteban Ocon          | Haas-Ferrari                 | 19      | + 46,182           | 18               |         |
| 17     | 55    | Carlos Sainz Jr.      | Williams-Mercedes            | 19      | + 51,376           | 13               |         |
| 18     | 5     | Gabriel Bortoleto     | Kick Sauber-Ferrari          | 19      | + 53,940           | 14               |         |
| 19     | 27    | Nico Hülkenberg       | Kick Sauber-Ferrari          | 19      | + 56,682           | Làn pit          |         |
| 20     | 7     | Jack Doohan           | Alpine-Renault               | 19      | + 1:10,2121        | 16               |         |

Chú thích
- ^1  – Jack Doohan về đích ở vị trí thứ 20 sau chặng đua nước rút nhưng bị phạt mười giây vì gây ra va chạm với Gabriel Bortoleto. Hình phạt không gây thay đổi gì vì anh về đích ở vị trí cuối cùng.

### Vòng phân hạng
| Vị trí                        | Số xe | Tay đua               | Đội đua                      | Q1       | Q2       | Q3       | Vị trí xuất phát |
| ----------------------------- | ----- | --------------------- | ---------------------------- | -------- | -------- | -------- | ---------------- |
| 1                             | 81    | Oscar Piastri         | McLaren-Mercedes             | 1:31,591 | 1:31,200 | 1:30,641 | 1                |
| 2                             | 63    | George Russell        | Mercedes                     | 1:31,295 | 1:31,307 | 1:30,723 | 2                |
| 3                             | 4     | Lando Norris          | McLaren-Mercedes             | 1:30,983 | 1:30,787 | 1:30,793 | 3                |
| 4                             | 1     | Max Verstappen        | Red Bull Racing-Honda RBPT   | 1:31,424 | 1:31,142 | 1:30,817 | 4                |
| 5                             | 44    | Lewis Hamilton        | Ferrari                      | 1:31,690 | 1:31,501 | 1:30,927 | 5                |
| 6                             | 16    | Charles Leclerc       | Ferrari                      | 1:31,579 | 1:31,450 | 1:31,021 | 6                |
| 7                             | 6     | Isack Hadjar          | Racing Bulls-Honda RBPT      | 1:31,162 | 1:31,253 | 1:31,079 | 7                |
| 8                             | 12    | Andrea Kimi Antonelli | Mercedes                     | 1:31,676 | 1:31,590 | 1:31,103 | 8                |
| 9                             | 22    | Tsunoda Yūki          | Racing Bulls-Honda RBPT      | 1:31,238 | 1:31,260 | 1:31,638 | 9                |
| 10                            | 23    | Alexander Albon       | Williams-Mercedes            | 1:31,503 | 1:31,595 | 1:31,706 | 10               |
| 11                            | 31    | Esteban Ocon          | Haas-Ferrari                 | 1:31,876 | 1:31,625 | –        | 11               |
| 12                            | 27    | Nico Hülkenberg       | Kick Sauber-Ferrari          | 1:31,921 | 1:31,632 | –        | 12               |
| 13                            | 14    | Fernando Alonso       | Aston Martin Aramco-Mercedes | 1:31,719 | 1:31,688 | –        | 13               |
| 14                            | 18    | Lance Stroll          | Aston Martin Aramco-Mercedes | 1:31,923 | 1:31,773 | –        | 14               |
| 15                            | 55    | Carlos Sainz Jr.      | Williams-Mercedes            | 1:31,628 | 1:31,840 | –        | 15               |
| 16                            | 10    | Pierre Gasly          | Alpine-Renault               | 1:31,992 | –        | –        | 16               |
| 17                            | 87    | Oliver Bearman        | Haas-Ferrari                 | 1:32,018 | –        | –        | 17               |
| 18                            | 7     | Jack Doohan           | Alpine-Renault               | 1:32,092 | –        | –        | 18               |
| 19                            | 5     | Gabriel Bortoleto     | Kick Sauber-Ferrari          | 1:32,141 | –        | –        | 19               |
| 20                            | 30    | Liam Lawson           | Red Bull Racing-Honda RBPT   | 1:32,174 | –        | –        | Làn pit1         |
| Thời gian 107%: 1:37,351 phút |       |                       |                              |          |          |          |                  |

Chú thích
- ^1  – Liam Lawson vượt qua vòng phân hạng ở vị trí thứ 20, nhưng được yêu cầu xuất phát cuộc đua chính từ làn pit vì xe của anh đã được sửa đổi trong điều kiện parc fermé.

### Cuộc đua chính
| Vị trí  | Số xe | Tay đua               | Đội đua                      | Số vòng | Thời gian/ Bỏ cuộc | Vị trí xuất phát | Số điểm |
| ------- | ----- | --------------------- | ---------------------------- | ------- | ------------------ | ---------------- | ------- |
| 1       | 81    | Oscar Piastri         | McLaren-Mercedes             | 56      | 1:30:55,026        | 1                | 25      |
| 2       | 4     | Lando Norris          | McLaren-Mercedes             | 56      | + 9,748            | 3                | 18      |
| 3       | 63    | George Russell        | Mercedes                     | 56      | + 11,097           | 2                | 15      |
| 4       | 1     | Max Verstappen        | Red Bull Racing-Honda RBPT   | 56      | + 16,656           | 4                | 12      |
| 5       | 31    | Esteban Ocon          | Haas-Ferrari                 | 56      | + 49,969           | 11               | 10      |
| 6       | 12    | Andrea Kimi Antonelli | Mercedes                     | 56      | + 53,940           | 8                | 8       |
| 7       | 23    | Alexander Albon       | Williams-Mercedes            | 56      | + 56,585           | 10               | 6       |
| 8       | 87    | Oliver Bearman        | Haas-Ferrari                 | 56      | + 61,435           | 17               | 4       |
| 9       | 18    | Lance Stroll          | Aston Martin Aramco-Mercedes | 56      | + 70,605           | 14               | 2       |
| 10      | 55    | Carlos Sainz Jr.      | Williams-Mercedes            | 56      | + 76,370           | 15               | 1       |
| 11      | 6     | Isack Hadjar          | Racing Bulls-Honda RBPT      | 56      | + 78,875           | 7                |         |
| 12      | 30    | Liam Lawson           | Red Bull Racing-Honda RBPT   | 56      | + 81,147           | Làn pit          |         |
| 13      | 7     | Jack Doohan           | Alpine-Renault               | 56      | + 88,4011          | 18               |         |
| 14      | 5     | Gabriel Bortoleto     | Kick Sauber-Ferrari          | 55      | + 1 vòng           | 19               |         |
| 15      | 27    | Nico Hülkenberg       | Kick Sauber-Ferrari          | 55      | + 1 vòng           | 12               |         |
| 16      | 22    | Tsunoda Yūki          | Racing Bulls-Honda RBPT      | 55      | + 1 vòng           | 9                |         |
| Bị loại | 16    | Charles Leclerc       | Ferrari                      | 56      | Trọng lượng nhẹ2   | 6                |         |
| Bị loại | 44    | Lewis Hamilton        | Ferrari                      | 56      | Tấm lát mòn3       | 5                |         |
| Bị loại | 10    | Pierre Gasly          | Alpine-Renault               | 56      | Trọng lượng nhẹ2   | 16               |         |
| Bỏ cuộc | 14    | Fernando Alonso       | Aston Martin Aramco-Mercedes | 4       | Phanh hỏng         | 13               |         |

Chú thích
- ^1  – Jack Doohan về đích ở vị trí thứ 14 sau cuộc đua chính nhưng bị phạt mười giây vì chèn ép Isack Hadjar khỏi đường đua. Hình phạt này khiến anh bị tụt xuống vị trí thứ 13 chung cuộc.
- ^2  – Charles Leclerc và Pierre Gasly về đích ở vị trí thứ 5 và 11 sau cuộc đua chính nhưng bị loại khỏi kết quả vì xe của họ quá nhẹ.
- ^3  – Lewis Hamilton về đích ở vị trí thứ 6 sau cuộc đua chính nhưng bị loại khỏi kết quả vì tấm ván xe bị mòn quá mức.

## Bảng xếp hạng sau chặng đua

### Bảng xếp hạng các tay đua
| Vị trí | Tay đua               | Đội đua                      | Số điểm | Thay đổi vị trí |
| ------ | --------------------- | ---------------------------- | ------- | --------------- |
| 1      | Lando Norris          | McLaren-Mercedes             | 44      | +/-0            |
| 2      | Max Verstappen        | Red Bull Racing-Honda RBPT   | 36      | +/-0            |
| 3      | George Russell        | Mercedes                     | 35      | +/-0            |
| 4      | Oscar Piastri         | McLaren-Mercedes             | 34      | 5               |
| 5      | Andrea Kimi Antonelli | Mercedes                     | 22      | 1               |
| 6      | Alexander Albon       | Williams-Mercedes            | 16      | 1               |
| 7      | Esteban Ocon          | Haas-Ferrari                 | 10      | 6               |
| 8      | Lance Stroll          | Aston Martin Aramco-Mercedes | 10      | 2               |
| 9      | Lewis Hamilton        | Ferrari                      | 9       | 1               |
| 10     | Charles Leclerc       | Ferrari                      | 8       | 2               |

- Lưu ý: Chỉ có mười vị trí đứng đầu được liệt kê trên bảng xếp hạng này.

### Bảng xếp hạng các đội đua
| Vị trí | Đội đua                      | Số điểm | Thay đổi vị trí |
| ------ | ---------------------------- | ------- | --------------- |
| 1      | McLaren-Mercedes             | 78      | +/-0            |
| 2      | Mercedes                     | 57      | +/-0            |
| 3      | Red Bull Racing-Honda RBPT   | 36      | +/-0            |
| 4      | Williams-Mercedes            | 17      | +/-0            |
| 5      | Ferrari                      | 17      | 2               |
| 6      | Haas-Ferrari                 | 14      | 4               |
| 7      | Aston Martin Aramco-Mercedes | 10      | 1               |
| 8      | Kick Sauber-Ferrari          | 6       | 1               |
| 9      | RB-Honda RBPT                | 3       | 1               |
| 10     | Alpine-Renault               | 0       | 1               |